# Panarabisme
El panarabisme és una ideologia política pròpia del nacionalisme àrab que propugna que tots els pobles àrabs conformen una única nació i que han de caminar cap a la seva unitat política.

## Història

### Els orígens del Panarabisme

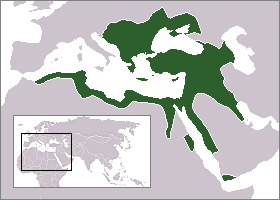
L'Imperi Otomà en la seva màxima extensió.

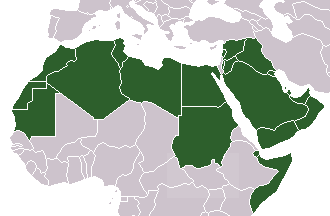
El món àrab. Les zones acolorides en verd clar són aquelles en les quals existeixen importants minories no àrabs. Les zones ratllades corresponen a països considerats àrabs tot i que els arabòfons són una minoria de la seva població.

El panarabisme va sorgir en els anys 30 i ha hagut de competir en l'escena política amb dues ideologies identitàries: el panislamisme (que considera que el substantiu en matèria d'identitat és la pertinença a la fe islàmica) i els nacionalismes locals dels diferents Estats àrabs. La identitat panislàmica va tenir molta força a principis del segle xx, quan en molts Estats musulmans, i sobretot àrabs, es discutia sobre una nova organització política i territorial després de la disgregació de l'Imperi Otomà.
El panarabisme, fundat en gran manera per àrabs cristians, va tenir el seu auge entre els anys 40 i els anys 70. Va ser l'època en la qual es va formar el Moviment dels Nacionalistes Àrabs, el partit Baas (després dividit en diverses branques locals enfrontades), que va prendre el poder a Síria i l'Iraq, i també l'època de Gamal Abdel Nasser, capdavanter egipci que convulsà la política àrab del seu temps fins al punt que de vegades es parla de nasserisme com a sinònim de nacionalisme àrab.
Per entendre els orígens del panarabisme, cal remuntar-se a la caiguda de l'Imperi Otomà. Des de llavors governaven en la majoria del món àrab monarques que s'havien educat a les antigues metròpolis, s'envoltaven de consellers occidentals i imitaven l'estil de vida occidental.
Després de la segona Guerra Mundial, la creació de l'estat d'Israel el 1948 fou entesa en el món àrab com una gran traïció de les nacions occidentals. Això va originar una gran reacció de protesta en tot el món Àrab provocant que els governants dels països àrabs de la zona es posessin d'acord per atacar Israel amb l'objectiu últim d'evitar la partició del territori de la Palestina històrica en funció de fronteres ètniques i confessionals.
L'estrepitós fracàs dels països àrabs en aquesta guerra contra Israel va posar de manifest la incapacitat d'una elit governamental massa propera a occident i la debilitat dels seus governs. Van esclatar revoltes als països de la zona, la més important liderada per Gamal Abdel Nasser, que acabaria prenent el poder a Egipte el 1952. Al principi, la revolució egípcia no traspassaria les seves pròpies fronteres, caldria la intervenció de les antigues potències colonials per encendre la flama del panarabisme a la resta del món àrab.

### La guerra de Suez: L'auge del panarabisme

Bandera de la República Àrab Unida.

Una de les mesures més polèmiques preses per Nasser va ser la nacionalització del Canal de Suez el 1956. Aquest fet va provocar la decisió de França i Gran Bretanya d'intervenir militarment per assegurar-se del control de l'estratègic canal. Aquesta intervenció es va realitzar sense consultar els EUA, car tot just acabada la II Guerra Mundial, les antigues metròpolis es tenien a si mateixes en certa consideració. Les tropes britàniques, israelianes i franceses, es van desplegar en la zona i van assolir una sèrie d'importants victòries.
No obstant això, la pressió de la Guerra Freda, va fer que als Estats Units es considerés que una guerra d'invasió de les potències occidentals a un país tan important en una zona com Egipte provocaria que tot el món Àrab es decantés cap al bloc soviètic. EUA va pressionar i va acabar assolint que França i Anglaterra retiressin les tropes de Suez. Aquest fet es va transmetre a la població àrab com una increïble victòria del Nasserisme, car per primera vegada en centenars d'anys un líder àrab s'enfrontava a les potències occidentals i aconseguia fer-les retrocedir. Les revoltes contra els monarques més relacionats amb occident van augmentar, i van acabar prenent el poder en països com Síria, Iraq o Líbia. Aquest va ser el moment de màxima esplendor per al panarabisme, en el qual, a causa de l'enorme suport popular que disposava, es va proposar assolir l'objectiu d'unificar la Nació Àrab. Es van fer diversos intents d'unió de països àrabs que van acabar en fracàs, el més important dels quals fou la República Àrab Unida.
La RAU, per les seves sigles, es va iniciar amb la unió d'Egipte i Síria, el 1958, sota la presidència del president egipci, Gamal Abdel Nasser. Es va intentar cooptar Líbia, Sudan i el Iemen. Les negociacions, però, no arribaren a bon port. Tres anys després, el 1961, la RAU fou dissolta. En foren causes principals el fet que, com que Egipte i Síria eren disconexes, no tenien frontera comuna, l'una a l'Àfrica i l'altra a l'Àsia. I el rau-rau entre nombrosos dirigents siris, que sospitaven que es tractava, de fet, d'una simple operació d'annexió del seu país a Egipte. Tanmateix, el nom RAU fou la denominació oficial de l'Egipte fins a la mort de Nasser, el 1970.

### La Guerra dels Sis Dies: El declivi
Nasser era sotmès a múltiples pressions: com que era líder carismàtic, tenia sobre seu l'exigència de tot el món àrab d'resoldre el problema palestí, fet que, per a alguns sectors, implicava deslligar un enfrontament armat amb Israel. D'altra banda, els dirigents israelians percebien com un perill que Nasser pogués unir els atomitzats països àrabs de la zona sota una estructura estatal única, i també que pogués convertir-se en un nou Atatürk, raó per la qual alguns sectors propugnaven buscar l'enfrontament armat i derrotar-lo, per provocar la seva caiguda. Aquestes tensions van dur el 1967 a la Guerra dels Sis Dies, i sobre els seus desencadenants hi havia diverses interpretacions. Aquesta guerra fou, en qualsevol cas, un fracàs militar enorme per al bàndol àrab (format per Egipte, Síria i Jordània), que va ser obligat a rendir-se sofrint grans pèrdues.
Aquesta desfeta va marcar el final del panarabisme, car la població àrab es va sentir tan defraudada pels resultats de la guerra de 1967, com ho va estar en la de 1947, de manera que llavors l'opinió pública es va radicalitzar, aquesta vegada al voltant de moviments islamistes com el que acabaria el 1979 amb el xa de Pèrsia.

### Situació actual
El règim inaugurat a Líbia per Muammar al-Gaddafi el 1969 va ser també panarabista (encara que tardanament) i va intentar la unió de Líbia amb Egipte, després amb Tunis i finalment amb Marroc. El panarabisme subsisteix avui com a ideologia oficial en alguns Estats com Síria o Líbia, però, en termes generals, ha estat substituït pels nacionalismes locals i per un cert ressorgir del panislamisme de la mà dels grups islamistes.

### Banderes

Bandera de la Rebel·lió Àrab

Tradicionalment, des de la Rebel·lió Àrab, els països àrabs relacionats amb el panarabisme han usat uns colors comuns en les seves banderes simbolitzant la nació àrab: vermell, negre, blanc i verd. Aquesta combinació de colors representa la unió dels àrabs d'orient a través dels colors dels tres grans califats que han marcat la història dels pobles àrabs: el verd fou el de l'estendard utilitzat en l'època dels califes ben guiats i també pel Califat Fatimita; el blanc va ser utilitzat per la califat omeia; el negre va ser el color del califat abbàssida; el vermell del triangle simbolitza la sang dels màrtirs i també va ser el color de la dinastia haixemita, conductors de la revolta i nous unificadors dels àrabs.
En l'original bandera de la rebel·lió àrab, més endavant es canviaria l'ordre de les franges blanca i verda. El disseny ha sobreviscut en banderes com la de Iemen, Egipte, Sudan, Iraq, Síria, Sahara Occidental, Jordània i Palestina (idèntica aquesta última a la segona versió de l'original).